# ONE FC: Rise of Kings
ONE FC: Rise of Kings foi um evento de artes marciais mistas promovido pelo ONE Fighting Championship, ocorrido em 6 de outubro de 2012 no Estádio Interior de Singapura com capacidade para 12,000 em Kallang, Singapura.

## Background
O evento era esperado para coroar os campeões dos pesos Leves, Penas e Galos, mas devido à problemas com o tempo do Pay-Per-View, o ONE FC optou em mover a luta pelo Título dos Penas para mais tarde no ano.
Esse evento também contou com as primeiras luta pelo Grand Prix de Galos do ONE FC.
ONE FC fez sua estréia no PPV pelo iN DEMAND, Avail-TVN, DirecTV e Dish.
Após duas decisões controversas no ONE FC: Pride of a Nation, ONE FC então agora adotou o uso de tiros de meta à qualquer ponto da luta para esse evento.